# Andrija Dorotić
Andrija Dorotić (Sumartin, 25. listopada 1761. – Sumartin 4. rujna 1837.), hrvatski političar, filozof i politički pisac. Franjevac, svestrani humanistički duh, značajna osoba u povijesti razvitka hrvatske misli. Pretpreporodni borac za sjedinjenje hrvatskih zemalja, i općenito predšasnik i rodonačelnik svih državotvoraca i napredni pronositelj hrvatske integralističke misli. Dalmatinski franjevački provincijal, ravnatelj tajne državne policije, revolucionar, prkosnik, prorok i stradalnik, filozof, pravnik, matematičar i fizičar.
Istaknuo se kao jedan od vođa ustanka dalmatinskih Hrvata 1806. godine protiv Francuske vladavine, u kojoj je sudjelovao nakon što je još 1790. godine napisao knjigu "Razmišljanja o revoluciji u Francuskoj" s jasno izloženim i dobro obrazloženim protu-revolucinarnim stavom; stoga Stipe Kljajić označava 2021. god. A. Dorotića intelektualnim začetnikom konzervativizma u Hrvatskoj.

## Životopis
Rodio se u bračkom mjestu Sumartinu. Studirao je filozofiju i bogoslovlje u Ferrari, a za profesora je položio u Rimu. Predavao je filozofiju na franjevačkim učilištima u Orvietu 1790./91., Rimu (Aracoeli) (1791. – 1794.), a bogoslovlje u Perugiji 1794. i Mletcima 1794. – 1797. godine. Potom se vratio u Hrvatsku, gdje je predavao u Šibeniku 1797. – 1803. 
Bio je dalmatinskim provincijalom. Poslije je djelovao u ramskoj župi kao kapelan. U Ramu je došao zbog straha od mletačkih progona, prebjegavši pod imenom Andrea Chidrotto.
Ipak, šira publika više ga zna po njegovom političkom angažmanu. Činjenica je bila da su visovački franjevci pripadali franjevačkoj Provinciji Presvetog Otkupitelja, koja je bila zdužno za sjedinjenje Dalmacije s ostalom Hrvatskom. Sam fra Andrija Dorotić je također zdušno je promicao nužnost ujedinjenja Dalmacije s ostatkom Hrvatske. Radi pripravljanja tog sjedinjenja, u Mletcima je tiskao svoj poznati letak Proglašenje narodu dalmatinskomu, te prisnije veze s Austrijom. 
Za vrijeme francuske (Napoleonove) vlasti, uz još neke franjevce (fra Šimun Ivanković, fra Stjepan Lerotić, fra Ivan Živanović ), bio je jednim od vođa ustanka mjesnih Hrvata 1806. Ustanak su podigli radi zbacivanja Francuza, koji su svojim ponašanjem vrijeđali vjerske osjećaje domaćeg stanovništva. U tom ustanku je Dorotić bio vojnim povjerenikom u Skradinu, i otvoreno se stavio na austrijsku stranu. 1813. je pokušao ponovno podignuti ustanak.
Njegov angažman za hrvatsko ujedinjenje je po nekim izvorima išao i dalje. Tako je jedno izvješće iz dijelova Hrvatske pod neposrednom austrijskom upravom govorilo da se Dorotić udružio s biskupom Vrhovcem i banskim namjesnikom u Zagrebačku ligu, ligu koja je željela sjedinjenje hrvatskih kraljevina: Dalmacije, Hrvatske i Slavonije.
Istakao se za vrijeme velike gladi 1829. pri pomoći stanovništvu Sumartina i okolice. Od mirovine što ju je uštedio kupio je jedan posjed i ustanovio pobožnu zakladu za pomoć mjesnoj crkvi i siromasima rodnog mjesta.
Njegovi filozofski rukopisi (u knjižnici makaranskog franjevačkog samostana) još čekaju pomnog proučavatelja.

## Djela
- Philosophicum specimen de homine
- Cosmologia
- Ethica
- Historia philosophiae enarratio
- In universam philosophiam isagoge
- Logica theoretica et practica
- Ontologia
- Philosophiae elementa
- Philosophiae rudimenta

Poznat je njegov letak Proglascegne narodu dalmatinskom iz 1797.

## Djela o Dorotiću
- Dušan Berić: Andrija Dorotić i njegove pjesme, Anali Historijskog instituta JAZU u Dubrovniku
- Vicko Kapitanović): Fra Andrija Dorotić i hrvatsko ujedinjenje
- (prir. Vicko Kapitanović): Politički spisi

## Vanjske poveznice
- OFM Recenzije (i na talijanskom)
- Kolo br.3/2007.  Arhivirana inačica izvorne stranice od 28. rujna 2012. (Wayback Machine) Ivan Pederin: Theresianum, počeci njemačko-hrvatskih književnih i kulturnih odnosa i ilirizam